# دوري كرة القدم الإنجليزي 1950–51
دوري كرة القدم الإنجليزي 1950–51 (بالألمانية: Football League First Division 1950/51) هو موسم من دوري كرة القدم الإنجليزي. أقيم خلال الفترة 19 أغسطس 1950 وحتى 5 مايو 1951، وفاز فيه توتنهام هوتسبير.